# Conseil national de transition (Algérie)
Pour les articles homonymes, voir Conseil national de transition et CNT.
18 mai 1994 - 31 janvier 1997
Conseil consultatif national Assemblée populaire nationale
Palais des Nations - Alger
Le Conseil national de transition ou CNT est un parlement monocaméral transitoire annoncée par la Conférence de consensus national organisée le 26 janvier 1994 pour prendre la suite du Conseil consultatif national.
Installé dès le 18 mai 1994, il exerce la fonction législative par voie d'ordonnance sur l'initiative du tiers des membres après accord du gouvernement. Il est défini comme veillant dans le cadre de ses prérogatives au respect de la plate-forme de consensus national.
La durée de la transition est limitée à 3 ans.
Le mandat du Conseil national de transition prend fin avec les élections législatives en 1997.

## Composition
Il est composé de 192 membres désignés par l'État ou leur formation d’appartenance et investis par décret. 30 sièges sont réserves à des représentants des corps de l'État.